# Selaginella adunca
Selaginella adunca är en mosslummerväxtart. Selaginella adunca ingår i släktet mosslumrar, och familjen mosslummerväxter.

## Underarter
Arten delas in i följande underarter:
- S. a. adunca
- S. a. albocincta